# Bassim Abbas
Bassim Abbas Gatea Al-Ogaili (arabisch باسم عباس كاطع العقيلي, DMG Bāsim ʿAbbās Kāṭiʿ al-ʿUqailī; * 1. Juli 1982 in Bagdad) abgekürzt Bassim Abbas ist ein irakischer ehemaliger Fußballspieler, der zuletzt bei Al Shorta spielte und von 2001 bis 2012 irakischer Nationalspieler war.

## Karriere
Früh schon erkannte der irakische Fußballverein Al-Talaba das Talent von Bassim Abbas und förderte den Jugendspieler, der sich innerhalb von vier Jahren hervorragend entwickelte. Inzwischen hat er sich zu einem der zuverlässigsten und besten Verteidiger Iraks etabliert. 2004 wechselte er zum iranischen Verein Esteghlal Ahvaz. Innerhalb derselben Saison kehrte er wieder zu Al-Talaba zurück, wo er noch für ein weiteres Jahr spielte. Ab 2006 spielte er bei Al Nejmeh, Al-Arabi und Umm-Salal Sport Club und kehrte 2008 abermals zum Al-Talaba zurück. Nach Zwischenstationen in der Türkei bei Diyarbakirspor und Konyaspor spielte Abbas beim Bagdad SC. Seit 2015 spielt er für Al Shorta.
Bassim Abbas ist ein technisch versierter Verteidiger, der aber auch nach vorne aufrücken kann und gerne auch mal Flanken schlägt, um Torchancen zu schaffen, doch er sucht auch manchmal selbst den Abschluss.
Seine ersten Spiele für die irakische Fußballnationalmannschaft absolvierte er bei der U-19-Fußball-Asienmeisterschaft im Jahr 2000. Er nahm ebenfalls an den Olympischen Spielen 2004 in Athen teil, schied aber mit seinem Team im Viertelfinale aus. Beim Gewinn der Fußball-Asienmeisterschaft 2007 spielte er durch seine guten Leistungen eine sehr wichtige Rolle. Obwohl sie die Qualifikation zur Fußball-Weltmeisterschaft 2010 nicht schafften, nahm er mit seinem Team am Confederations-Cup 2009 teil.

## Titel und Erfolge
Verein
- Iraqi Premier League: 2001/02 mit Al-Talaba
- Irakischer Pokal: 2001/02, 2002/03 mit Al-Talaba
- Irakischer Supercup: 2002 mit Al-Talaba
- Emir of Qatar Cup: 2008 mit Umm-Salal Sport Club

Nationalmannschaft
- Fußball-Westasienmeisterschaft 2002
- Fußball-Asienmeisterschaft 2007
- 4. Platz bei den Olympischen Spielen 2008 in Peking